# Grand Prix automobile du Brésil 2003
GP précédent GP suivant
Le Grand Prix automobile du Brésil 2003 (Grande Prêmio do Brasil 2003), disputé le 6 avril 2003 sur le circuit d'Interlagos, est la 700e épreuve du championnat du monde de Formule 1 courue depuis 1950. Il s'agit de la trente et unième édition du Grand Prix du Brésil comptant pour le championnat du monde de Formule 1 et de la troisième manche du championnat 2003.
Au départ de ce Grand Prix c'est le pilote Rubens Barrichello qui s'élance en pole  position dans son pays natal. Le weekend est marqué par des conditions climatiques extrêmes, ce qui entraînent la FIA à lancer la course derrière la voiture de sécurité. Après les huit premiers tours de la course effectués derrière la voiture de sécurité la course est lancée et marquée par de nombreux accidents et changements de leader. La voiture de sécurité sort trois fois en piste pour permettre d'évacuer les voitures accidentées et la course est arrêtée au 56e tour après les sorties de route de Mark Webber et de Fernando Alonso. La victoire, d'abord attribuée à Kimi Räikkönen, revient quelques jours plus tard à Giancarlo Fisichella ; Fernando Alonso, troisième et blessé, ne monte pas sur le podium. Michael Schumacher qui vit un début de saison difficile sort de la piste au 26e tour et son coéquipier Rubens Barrichello qui en lice pour sa première victoire à domicile abandonne peu après la mi-course alors qu'il vient de reprendre la tête. 
Chez les constructeurs, McLaren conforte sa première place avec 39 points devant Renault (23 points) et Ferrari (16 points). À la fin du Grand Prix, sept des dix écuries engagées au championnat ont marqué des points, les écuries Toyota, Jaguar et Minardi n'en ayant pas encore inscrit.

## Contexte avant le Grand Prix

### Demande de report de la loi anti-tabac
Le 2 décembre 2002, les ministres européens de la Santé approuvent une proposition de la Commission européenne interdisant la publicité pour le tabac dans la presse ainsi que le parrainage par les cigarettiers d'événements sportifs internationaux organisés dans les pays de l'Union européenne comme les Grands Prix de Formule 1. Une précédente directive de 1998 fixait la date d'entrée en vigueur de l'interdiction à octobre 2006. Or la nouvelle directive prévoit l'application de l'interdiction pour le 31 juillet 2005 au plus tard.
La Fédération internationale de l'automobile souhaite bénéficier de nouveau de l'échéance d'octobre 2006. Le 2 avril 2003, la FIA annonce dans un communiqué de presse du conseil mondial de l'automobile sa décision de saisir la Cour de justice de l'Union européenne pour plusieurs raisons : « La FIA a toujours été en faveur d'une interdiction mondiale (plutôt que d'une interdiction nationale ou couvrant seulement l'Union européenne), en raison des incidences particulièrement négatives qu'une interdiction partielle aurait sur le sport automobile international. En particulier, lorsqu'une interdiction est appliquée sur certains territoires et pas sur d'autres, les épreuves tendent naturellement à se délocaliser en direction de pays n'interdisant pas le parrainage de produits du tabac. Un tel cas de figure va non seulement à l'encontre du but visé par la législation concernée, mais il perturbe aussi gravement la planification des compétitions et risque également de causer la perte de nombreuses épreuves traditionnellement favorites du Calendrier International. En revanche, une interdiction mondiale méthodiquement planifiée et permettant aux équipes de trouver des commanditaires de remplacement ne comporterait pas un tel risque. »,.
En effet de nombreuses équipes de Formule 1 ont des accords avec des cigarettiers qui courent jusqu'à 2006. Cinq des dix écuries engagées en 2003 ont un partenariat avec un cigarettier, Ferrari avec Marlboro, McLaren avec West, Renault avec Mild Seven, BAR avec Lucky Strike et Jordan avec Benson & Hedges. En 2003 la FIA n'a pas hésité à supprimer du calendrier le Grand Prix de Belgique, le pays ayant appliqué la future réglementation européenne en avance.

### Obligation d'utiliser le système Hans
Le conseil mondial de l'automobile a aussi confirmé l'obligation d'utilisation du système HANS qui protège la tête et les vertèbres cervicales[réf. nécessaire]. Un pilote qui ne voudrait ou ne pourrait le porter ne serait pas autorisé à prendre le départ et devrait être remplacé.
En effet depuis le début de la saison plusieurs pilotes ont fait connaître publiquement leur inconfort face a cette solution. Rubens Barrichello a par exemple participé aux premiers Grand Prix de la saison sans ce système.

### Report du bannissement des aides électroniques à 2004
La Fédération International de l'Automobile a annoncé, le 21 janvier 2003, un ensemble de mesures visant à la réduction des coûts en Formule 1, dont la suppression immédiate de la télémétrie stand-voiture, celle de la télémétrie voiture-stand d'ici 2004 et la limitation de l'utilisation de la voiture de réserve. La première étape de ces mesures, qui était l'interdiction des assistances aux pilotages telles que l'antipatinage, la boîte de vitesses automatique et le système de départ automatique, devait intervenir après le Grand Prix d'Angleterre 2003.
Dans un communiqué la FIA précise : « La mise en œuvre des procédés techniques permettant de contrôler l'absence de tels dispositifs requiert de substantiels investissements et la FIA n'est pas disposée à engager ces dépenses tant que des procédures (contestant le nouveau règlement) seront en cours. En conséquence, l'interdiction des systèmes d'assistance aux pilotes entrera en vigueur pour le premier Grand Prix de la saison 2004. ».
Ce retour en arrière est probablement dû aux nombreux changements qui ont été mis en place pour la saison 2003 tel que les qualifications sur un tour. Max Mosley, le président de la FIA, tient à instaurer une paix en Formule 1 au moment même où la discipline, en plein renouveau, connaît un début de saison prometteur.

## Essais du vendredi
Trois sessions d'essais, une session d'essais privés pendant deux heures avec la possibilité d'engager une troisième voiture réservés aux écuries qui choisissent de n'effectuer que dix jours d'essais privés entre le 1er mars et le 1er novembre, une session d'essais libres de 1 heure et une session d'essais qualificatifs se sont tenues le vendredi 4 avril 2003.

### Essais privés, le vendredi de 9 h à 11 h
| Pos. | Pilote               | Voiture          | Chrono         | Écart     |
| ---- | -------------------- | ---------------- | -------------- | --------- |
| 1    | Jarno Trulli         | Renault          | 1 min 14 s 262 |           |
| 2    | Antônio Pizzonia     | Jaguar-Cosworth  | 1 min 14 s 464 | + 0 s 202 |
| 3    | Mark Webber          | Jaguar-Cosworth  | 1 min 14 s 492 | + 0 s 230 |
| 4    | Fernando Alonso      | Renault          | 1 min 15 s 680 | + 0 s 418 |
| 5    | Giancarlo Fisichella | Jordan-Ford      | 1 min 15 s 092 | + 0 s 830 |
| 6    | Allan McNish         | Renault          | 1 min 16 s 087 | + 1 s 835 |
| 7    | Jos Verstappen       | Minardi-Cosworth | 1 min 16 s 322 | + 2 s 060 |
| 8    | Ralph Firman         | Jordan-Ford      | 1 min 15 s 559 | + 2 s 297 |
| 9    | Justin Wilson        | Minardi-Cosworth | 1 min 16 s 615 | + 2 s 353 |

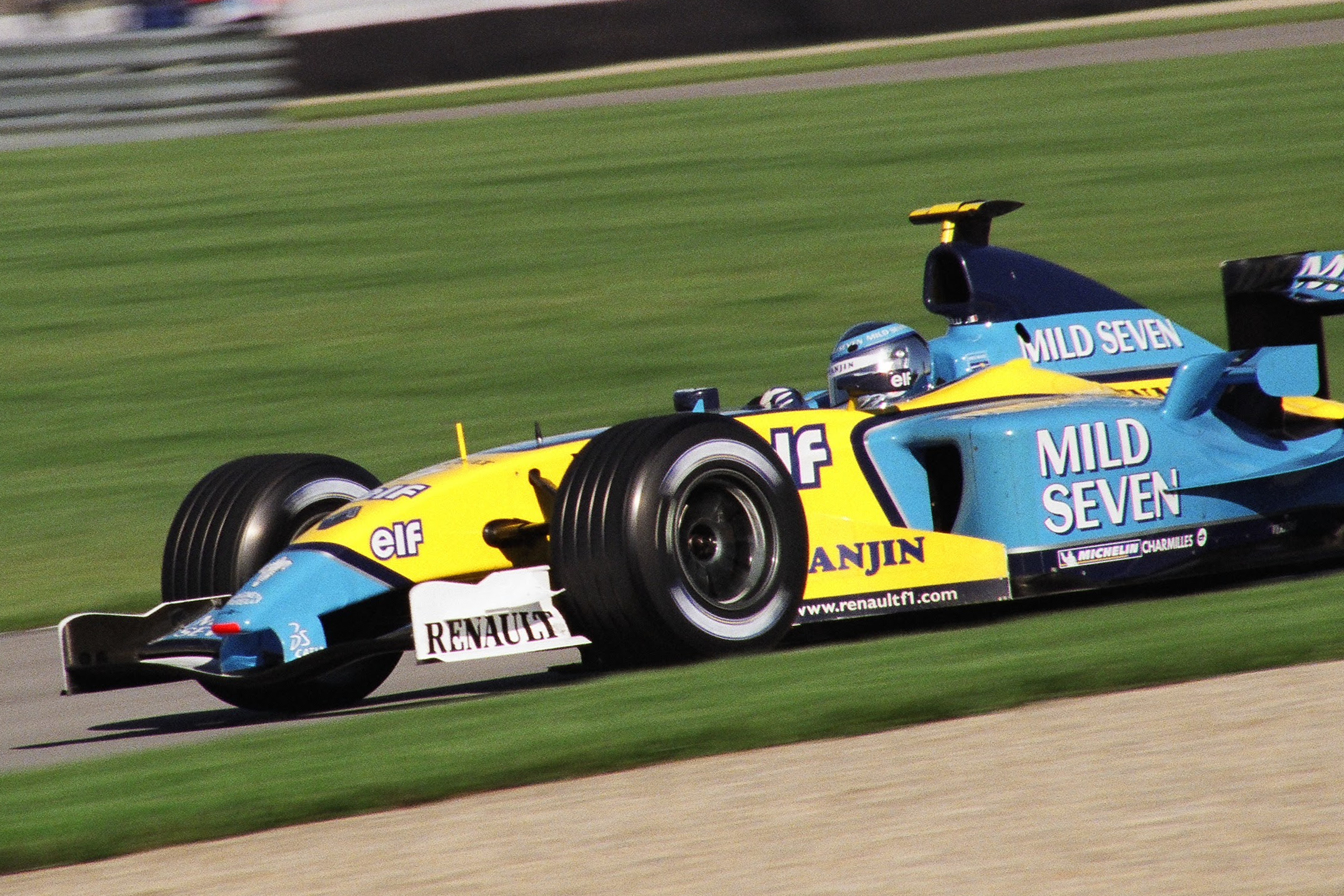
Jarno Trulli signe le meilleur temps lors de la séance d'essais privés.

Comme les prévisions météorologiques l'avaient annoncé, la séance d'essais privés débute dans des conditions sèches, puis la pluie se met à tomber pendant les essais privés auxquels participent les écuries Renault, Jaguar, Jordan et Minardi.
La Renault de Trulli obtient le meilleur temps de la séance, plus rapide de deux dixièmes de seconde que la Jaguar d'Antonio Pizzônia. Le Brésilien, qui dispute pour la première fois son Grand Prix national, a été forcé de prendre le mulet pour les 45 dernières minutes de la séance à cause d'un problème technique.
Mark Webber se retrouve juste derrière son coéquipier, suivi de Fernando Alonso qui a fait quelques détours dans les bacs à graviers à l'arrivée de la pluie. Suivent les pilotes Giancarlo Fisichella avec sa Jordan, Allan McNish, le pilote d'essai de Renault et Jos Verstappen avec la Minardi qui ont mené leurs essais à bien, contrairement à Ralph Firman qui a abandonné sa voiture en fin de séance. Justin Wilson a été transporté à l'hôpital après avoir subi une paralysie temporaire de ses bras pendant le Grand Prix de Malaisie après un incident lié à son système Hans, est autorisé à prendre part a la séance. Il a terminé avec succès la session de deux heures, mais a fini en bas du tableau.

### Première séance d'essais libres, le vendredi de 11 h à 12 h
| Pos. | Pilote             | Voiture          | Chrono         | Écart     |
| ---- | ------------------ | ---------------- | -------------- | --------- |
| 1    | Michael Schumacher | Ferrari          | 1 min 28 s 087 |           |
| 2    | David Coulthard    | McLaren-Mercedes | 1 min 28 s 087 | + 0 s 128 |
| 3    | Jenson Button      | BAR-Honda        | 1 min 28 s 087 | + 0 s 843 |
| 4    | Jarno Trulli       | Renault          | 1 min 29 s 262 | + 1 s 547 |
| 5    | Juan Pablo Montoya | Williams-BMW     | 1 min 30 s 087 | + 2 s 825 |
| 6    | Rubens Barrichello | Ferrari          | 1 min 31 s 087 | + 3 s 402 |

La pluie a continué de tomber après la séance d'essais privés auxquels participaient les écuries Renault, Jaguar, Jordan et Minardi. Pour le début des premiers essais libres, l'intensité des averses s'est quelque peu atténuée, avant de redoubler.
Au terme de cette séance, Michael Schumacher réalise le meilleur temps. Le pilote Allemand devance David Coulthard, Jenson Button, Jarno Trulli et Juan Pablo Montoya.
Cette première séance d'essais libres a été marquée par la sortie de piste d'Antonio Pizzonia qui a provoqué la sortie des drapeaux rouges afin que les commissaires puissent dégager la monoplace. La Jaguar R4 a frappé le mur sans gravité et Pizzonia n'est pas blessé.
Quatre pilotes n'ont pas terminé de tour chronométré, Kimi Räikkönen restant dans les stands après un tour d'installation. Fernando Alonso, qui a endommagé sa Renault lors d'une sortie piste, décide de rester dans les stands pour la fin de la séance et Justin Wilson n'a pas effectué de tour chronométré.

### Première séance d'essais qualificatifs, le vendredi de 14 h à 15 h

#### Pétition pour l'annulation de la séance d'essais qualificatifs

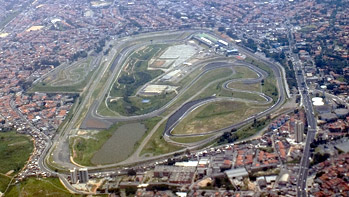
En 2003 l'Autodromo José Carlos Pace a été resurfacé, ce qui posera de nombreux problèmes aux équipes tout le long du week-end.

Les conditions météorologiques s'annoncent extrêmement difficiles pour la séance de qualification du vendredi qui permet de déterminer l'ordre de départ pour la séance qualificative du samedi. Les risques d'aquaplanage sont très grands lorsque la pluie est forte sur le tracé d'Interlagos, et ce en dépit des travaux effectués par les organisateurs. De plus, le règlement sportif 2003 n'autorise les manufacturiers Michelin et Bridgestone qu'à apporter un seul composant de pneumatiques pluie. Or les deux manufacturiers ont choisi d'apporter des pneus intermédiaires plutôt que des pneus pluie,.
Ces deux raisons poussent les pilotes à demander l'annulation de la séance d'essais qualificatifs. Jarno Trulli, David Coulthard et Michael Schumacher qui dirigent la Grand Prix Drivers' Association font circuler une pétition dans le paddock. Jacques Villeneuve se montre beaucoup plus virulent contre ses concurrents au sujet de cette pétition : « Je n'ai jamais vu la pétition et si je devais, je ne l'aurais pas signé […] Que faudrait-il apporter à la Formule 1 pour ne pas aller se qualifier ? Les gens pensent que nous sommes juste une bande de mauviettes. ».
Au moment des qualifications la situation météorologique est meilleure que prévu et Charlie Whiting prend la décision de lancer la séance de qualification.

#### Résultats de la séance d'essais qualificatifs
| Pos. | Pilote             | Voiture          | Chrono         | Écart     |
| ---- | ------------------ | ---------------- | -------------- | --------- |
| 1    | Mark Webber        | Jaguar-Cosworth  | 1 min 23 s 111 |           |
| 2    | Rubens Barrichello | Ferrari          | 1 min 23 s 249 | + 0 s 138 |
| 3    | Kimi Räikkönen     | McLaren-Mercedes | 1 min 24 s 607 | + 1 s 496 |
| 4    | David Coulthard    | McLaren-Mercedes | 1 min 24 s 655 | + 2 s 544 |
| 5    | Michael Schumacher | Ferrari          | 1 min 25 s 585 | + 2 s 474 |
| 6    | Olivier Panis      | Toyota           | 1 min 25 s 614 | + 2 s 503 |

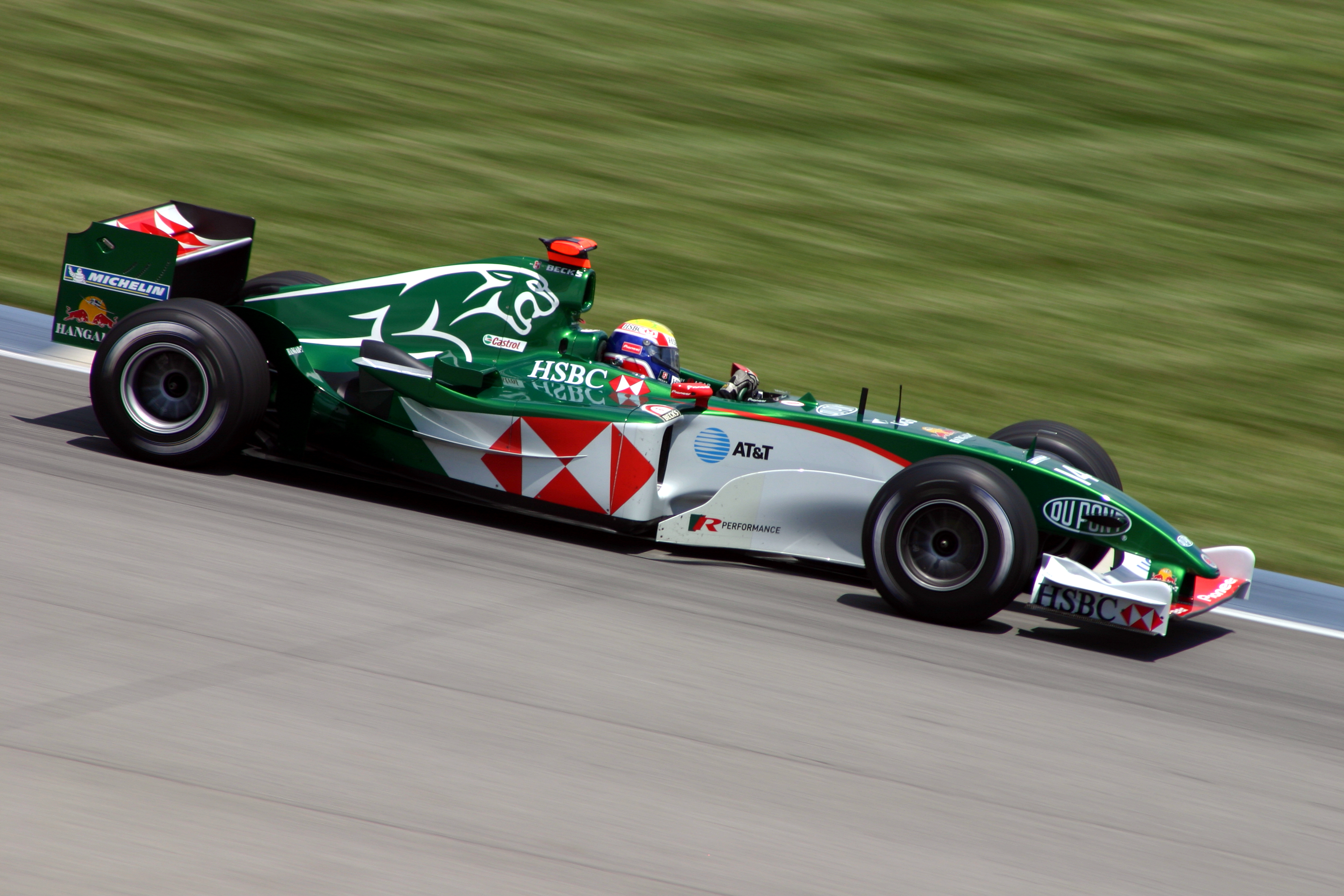
Mark Webber est premier de la pluvieuse séance de qualification du vendredi avec sa Jaguar.

En tant que leader du championnat, Kimi Räikkönen est le premier à s'elancer sur un tracé encore très humide mais épargné par les trombes d'eau. Troisième, le pilote McLaren résiste à la tentative de son équipier David Coulthard, quatrième.
Les deux pilotes Williams sont en difficulté ; Juan Pablo Montoya bloque ses roues arrière et fait une escapade hors piste ce qui le rétrograde dix-septième tandis que Ralf Schumacher obtient le quatorzième temps. 
Michael Schumacher, malgré un tête-à-queue lors de son tour de chauffe, réalise le cinquième temps, Jenson Button sort de la piste et heurte les panneaux en polystyrène, endommageant son aileron arrière et provoquant une interruption de séance. Chez Renault, seul Fernando Alonso parvient à garder sa place dans les dix premiers, comme Frentzen et sa Sauber Petronas. Alors que les cinq dernières voitures s’élancent, les précipitations diminuent, ce qui permet à Mark Webber de profiter d'une piste plus sèche et de prendre la première place, devant Rubens Barrichello,.

## Essais du samedi
Trois sessions d'essais, deux session d'essais libres de 45 minutes, et une session d'essais qualificatifs, se sont tenues le samedi 5 avril 2003.

### Grille de départ
| Pos. | Pilote                | Écurie           | Qualifications 1 | Qualifications 2 | Écart     |
| ---- | --------------------- | ---------------- | ---------------- | ---------------- | --------- |
| 1    | Rubens Barrichello    | Ferrari          | 1 min 23 s 249   | 1 min 13 s 807   |           |
| 2    | David Coulthard       | McLaren-Mercedes | 1 min 24 s 655   | 1 min 13 s 818   | + 0 s 011 |
| 3    | Mark Webber           | Jaguar-Cosworth  | 1 min 23 s 111   | 1 min 13 s 851   | + 0 s 044 |
| 4    | Kimi Räikkönen        | McLaren-Mercedes | 1 min 24 s 607   | 1 min 13 s 866   | + 0 s 059 |
| 5    | Jarno Trulli          | Renault          | 1 min 26 s 557   | 1 min 13 s 953   | + 0 s 146 |
| 6    | Ralf Schumacher       | Williams-BMW     | 1 min 26 s 709   | 1 min 14 s 124   | + 0 s 317 |
| 7    | Michael Schumacher    | Ferrari          | 1 min 25 s 585   | 1 min 14 s 130   | + 0 s 323 |
| 8    | Giancarlo Fisichella  | Jordan-Ford      | 1 min 26 s 726   | 1 min 14 s 191   | + 0 s 384 |
| 9    | Juan Pablo Montoya    | Williams-BMW     | 1 min 27 s 961   | 1 min 14 s 223   | + 0 s 416 |
| 10   | Fernando Alonso       | Renault          | 1 min 26 s 203   | 1 min 14 s 383   | + 0 s 577 |
| 11   | Jenson Button         | BAR-Honda        | Pas de temps     | 1 min 14 s 504   | + 0 s 697 |
| 12   | Nick Heidfeld         | Sauber-Petronas  | 1 min 27 s 111   | 1 min 14 s 631   | + 0 s 824 |
| 13   | Jacques Villeneuve    | BAR-Honda        | 1 min 25 s 672   | 1 min 14 s 668   | + 0 s 861 |
| 14   | Heinz-Harald Frentzen | Sauber-Petronas  | 1 min 26 s 375   | 1 min 14 s 839   | + 1 s 032 |
| 15   | Olivier Panis         | Toyota           | 1 min 25 s 614   | 1 min 14 s 839   | + 1 s 032 |
| 16   | Ralph Firman          | Jordan-Ford      | 1 min 28 s 083   | 1 min 15 s 240   | + 1 s 433 |
| 17   | Antônio Pizzonia      | Jaguar-Cosworth  | 1 min 25 s 764   | 1 min 15 s 317   | + 1 s 510 |
| 18   | Cristiano da Matta    | Toyota           | 1 min 26 s 554   | 1 min 15 s 641   | + 1 s 834 |
| 19   | Jos Verstappen        | Minardi-Cosworth | 1 min 26 s 886   | 1 min 16 s 542   | + 2 s 735 |
| 20   | Justin Wilson         | Minardi-Cosworth | 1 min 28 s 317   | 1 min 16 s 586   | + 2 s 779 |

## Course

### Déroulement de l'épreuve
Près de trois heures avant le début de la course, un violent orage s'abat sur Interlagos, détrempant en quelques minutes le circuit. Les précipitations sont si abondantes qu'elles provoquent l'inondation de la salle de presse située au troisième étage du bâtiment principal, ainsi que l'annulation de la traditionnelle parade des pilotes par les organisateurs. Après une accalmie, une forte averse refait son apparition sur São Paulo à 30 minutes du départ ; la direction de course annonce que le départ se fera derrière la voiture de sécurité avant de décider de le retarder de 10 minutes. La FIA autorise les équipes à modifier les réglages des monoplaces : ils enfreignent alors leur propre règlement sportif puisque les qualifications de samedi s'étaient déroulées sur le sec,.

### Classement de la course publié le 6 avril 2003
- La course se termine sur drapeau rouge, derrière la voiture de sécurité, après cinquante-cinq tours sur les soixante-et-onze prévus. Les écarts au classement ci-dessous sont ceux pris sur la ligne de chronométrage deux tours précédant l'interruption comme le dit l'article 154 du règlement sportif. Plus de 75 % de la distance du Grand Prix étant couverts, la course ne redémarre pas et les points sont pleinement attribués.

| Pos. | no | Pilote                | Écurie           | Tours | Temps/Abandon                      | Grille  | Points |
| ---- | -- | --------------------- | ---------------- | ----- | ---------------------------------- | ------- | ------ |
| 1    | 6  | Kimi Räikkönen        | McLaren-Mercedes | 53    | 1 h 29 min 53 s 179 (152,423 km/h) | 4       | 10     |
| 2    | 11 | Giancarlo Fisichella  | Jordan-Ford      | 53    | + 0 s 831                          | 8       | 8      |
| 3    | 8  | Fernando Alonso       | Renault          | 53    | + 6 s 695                          | 10      | 6      |
| 4    | 5  | David Coulthard       | McLaren-Mercedes | 53    | + 7 s 391                          | 2       | 5      |
| 5    | 10 | Heinz-Harald Frentzen | Sauber-Petronas  | 53    | + 9 s 392                          | Pitlane | 4      |
| 6    | 16 | Jacques Villeneuve    | BAR-Honda        | 53    | + 17 s 910                         | 13      | 3      |
| 7    | 14 | Mark Webber           | Jaguar-Cosworth  | 53    | + 20 s 070                         | 3       | 2      |
| 8    | 7  | Jarno Trulli          | Renault          | 53    | + 23 s 569                         | 5       | 1      |
| 9    | 14 | Ralf Schumacher       | Williams-BMW     | 53    | + 33 s 556                         | 3       |        |
| 10   | 21 | Cristiano da Matta    | Toyota           | 52    | + 1 tour                           | 18      |        |
| Abd. | 2  | Rubens Barrichello    | Ferrari          | 46    | Distribution d'essence             | 1       |        |
| Abd. | 17 | Jenson Button         | BAR-Honda        | 32    | Accident                           | 11      |        |
| Abd. | 19 | Jos Verstappen        | Minardi-Cosworth | 30    | Sortie de piste                    | Pitlane |        |
| Abd. | 1  | Michael Schumacher    | Ferrari          | 26    | Accident                           | 7       |        |
| Abd. | 3  | Juan Pablo Montoya    | Williams-BMW     | 24    | Accident                           | 9       |        |
| Abd. | 15 | Antônio Pizzonia      | Jaguar-Cosworth  | 24    | Accident                           | Pitlane |        |
| Abd. | 20 | Olivier Panis         | Toyota           | 17    | Collision                          | 15      |        |
| Abd. | 12 | Ralph Firman          | Jordan-Ford      | 17    | Suspension                         | Pitlane |        |
| Abd. | 18 | Justin Wilson         | Minardi-Cosworth | 15    | Sortie de piste                    | 20      |        |
| Abd. | 9  | Nick Heidfeld         | Sauber-Petronas  | 8     | Moteur                             | 12      |        |

### Pole position et record du tour
- Pole position : Rubens Barrichello en 1 min 13 s 807
- Meilleur tour en course : Rubens Barrichello en 1 min 22 s 032 au 46e tour.

### Tours en tête
La course démarre derrière la voiture de sécurité et Rubens Barrichello mène jusqu'à ce qu'elle se retire. À la relance, il est dépassé par David Coulthard qui prend le commandement avant d'être doublé par son coéquipier Kimi Räikkönen. Räikkönen reste en tête jusqu'à la troisième neutralisation où il ravitaille et laisse la tête à son coéquipier qui voit revenir Barrichello qui le dépasse. Deux tours plus tard, le pilote Ferrari renonce à cause d'un problème de distribution d'essence sur sa monoplace. Coulthard récupère, une troisième fois, la première place jusqu'à son arrêt au stand. Räikkönen, en tête, est poussé à la faute par Giancarlo Fisichella. Mais quelques tours plus tard, alors que l'Italien est en tête, Mark Webber et Fernando Alonso provoquent la sortie du drapeau rouge, après leur violentes sorties de piste. La course est stoppée définitivement et le classement arrêté à l'avant-dernier tour,,.
- Rubens Barrichello : 10 tours (1-8 / 45-46)
- David Coulthard : 26 tours (9-10 / 27-44 / 47-52)
- Kimi Räikkönen : 17 tours (11-26 / 53)

## Après-course

### Révision du résultat de la course par la FIA

#### Annonce de la révision du résultat par la FIA
Le 9 avril, soit deux jours après le Grand Prix, la FIA annonce avoir reçu les preuves que Giancarlo Fisichella a bien remporté l'épreuve : « La FIA a reçu des preuves qui suggèrent que, contrairement aux informations fournies par les chronométreurs du Grand Prix du Brésil, voiture n° 11 avait commencé son 56e tour avant que la course ne soit arrêtée,". "Si cela se révèle être le cas, le classement de la course serait qu'à la fin du tour 54e et pas à la fin du tour 53e tel que publié. ». L'institution annonce également que tous les concurrents seront concernés par cette révision.
Les commissaires se réuniront le 11 avril au siège de la FIA afin réexaminer le résultat

#### Réunion du 11 avril: classement définitif de la course
- Le classement de la course est arrêté définitivement au cinquante-quatrième tour, Giancarlo Fisichella remporte son premier Grand Prix devant Kimi Räikkönen. Mark Webber, classé dans un premier temps septième, termine finalement neuvième tandis que Ralf Schumacher gagne deux positions et prend la septième place.

| Pos. | no | Pilote                | Écurie           | Tours | Temps/Abandon                      | Grille  | Points |
| ---- | -- | --------------------- | ---------------- | ----- | ---------------------------------- | ------- | ------ |
| 1    | 11 | Giancarlo Fisichella  | Jordan-Ford      | 54    | 1 h 31 min 17 s 748 (152,903 km/h) | 8       | 10     |
| 2    | 6  | Kimi Räikkönen        | McLaren-Mercedes | 54    | + 0 s 945                          | 4       | 8      |
| 3    | 8  | Fernando Alonso       | Renault          | 54    | + 6 s 348                          | 10      | 6      |
| 4    | 5  | David Coulthard       | McLaren-Mercedes | 54    | + 8 s 096                          | 2       | 5      |
| 5    | 10 | Heinz-Harald Frentzen | Sauber-Petronas  | 54    | + 8 s 642                          | Pitlane | 4      |
| 6    | 16 | Jacques Villeneuve    | BAR-Honda        | 54    | + 16 s 054                         | 13      | 3      |
| 7    | 14 | Ralf Schumacher       | Williams-BMW     | 54    | + 38 s 526                         | 6       | 2      |
| 8    | 7  | Jarno Trulli          | Renault          | 54    | + 45 s 927                         | 5       | 1      |
| 9    | 14 | Mark Webber           | Jaguar-Cosworth  | 53    | Accident                           | 3       |        |
| 10   | 21 | Cristiano da Matta    | Toyota           | 53    | + 1 tour                           | 18      |        |
| Abd. | 2  | Rubens Barrichello    | Ferrari          | 46    | Distribution d'essence             | 1       |        |
| Abd. | 17 | Jenson Button         | BAR-Honda        | 32    | Accident                           | 11      |        |
| Abd. | 19 | Jos Verstappen        | Minardi-Cosworth | 30    | Sortie de piste                    | Pitlane |        |
| Abd. | 1  | Michael Schumacher    | Ferrari          | 26    | Accident                           | 7       |        |
| Abd. | 3  | Juan Pablo Montoya    | Williams-BMW     | 24    | Accident                           | 9       |        |
| Abd. | 15 | Antônio Pizzonia      | Jaguar-Cosworth  | 24    | Accident                           | Pitlane |        |
| Abd. | 20 | Olivier Panis         | Toyota           | 17    | Collision                          | 15      |        |
| Abd. | 12 | Ralph Firman          | Jordan-Ford      | 17    | Suspension                         | Pitlane |        |
| Abd. | 18 | Justin Wilson         | Minardi-Cosworth | 15    | Sortie de piste                    | 20      |        |
| Abd. | 9  | Nick Heidfeld         | Sauber-Petronas  | 8     | Moteur                             | 12      |        |

## Statistiques
Le Grand Prix du Brésil 2003 représente :
- la 7e pole position de sa carrière pour Rubens Barrichello[47] ;
- la 1re victoire de sa carrière pour Giancarlo Fisichella[48] ;
- la 4e victoire pour Jordan en tant que constructeur[49] ;
- la 176e victoire pour Ford Cosworth en tant que motoriste[50].
- le 200e Grand Prix de Jordan[51].

Au cours de ce Grand Prix :
- Le départ de l'épreuve est donné derrière la voiture de sécurité qui reste en piste jusqu'au neuvième tour.
- La course est neutralisée à trois reprises, du tour no 20 au tour no 22, du tour no 28 au tour no 29 puis du tour no 34 au tour no 36.
- À la suite des accidents de Mark Webber et de Fernando Alonso, la course est stoppée au 56e des 71 tours prévus, conformément au règlement en vigueur en 2003, le classement est arrêté à l'avant-dernier tour.
- Bien que Giancarlo Fisichella ait remporté le Grand Prix, Kimi Räikkönen monte sur la plus haute marche du podium lors de la cérémonie en raison d'une erreur dans le comptage des tours effectués avant la sortie du drapeau rouge. Le trophée de la victoire sera rendu quelques jours plus tard à Fisichella.
- Fernando Alonso, troisième de la course, est absent sur le podium car il était au centre médical après son accident.